# Tom Pollock
Thomas Allen „Tom“ Pollock (* 1. August 1925 in Red Deer, Alberta; † 17. August 1994 ebenda) war ein kanadischer Eishockeyspieler. Bei den Olympischen Winterspielen 1952 gewann er als Mitglied der kanadischen Nationalmannschaft die Goldmedaille.

## Karriere
Tom Pollock begann seine Karriere als Eishockeyspieler 1942 bei den Portage Terriers aus der Manitoba Junior Hockey League. Anschließend spielte er zwei Jahre lang in der Junior Ontario Hockey League, zunächst für die St. Catherine’s Falcons und anschließend die Galt Red Wings. Daraufhin wechselte er in den Seniorenbereich und lief zwei Jahre lang für die Owen Sound Mohawks auf. In diesem Zeitraum absolvierte er zudem fünf Spiele für die San Francisco Shamrocks aus der Pacific Coast Hockey League. Es folgten zwei Spielzeiten bei den Owen Sound Mercurys. Die Saison 1949/50 begann er bei den Regina Caps, für die er fünf Spiele in der Western Canada Senior Hockey League bestritt. Anschließend wechselte er zu den Melville Millionaires aus Saskatchewan. Als er bei den Millionaires spielte, wurde er von den Edmonton Mercurys verpflichtet, mit denen er Kanada bei den Olympischen Winterspielen 1952 repräsentierte. Nach dem Turnier verbrachte er weitere zwei Spielzeiten bei den Melville Millionaires, ehe er 1954 seine Eishockeykarriere beendete.

### International
Für Kanada nahm Pollock an den Olympischen Winterspielen 1952 in Oslo teil, bei denen er mit seiner Mannschaft die Goldmedaille gewann. In acht Spielen erzielte er zwei Tore und eine Vorlage.

## Erfolge und Auszeichnungen
- 1952 Goldmedaille bei den Olympischen Winterspielen